# Ważne przemiany
Ważne przemiany (ang. Revelations – The Initial Journey, 2002–2003) – nowozelandzko-brytyjski serial obyczajowy wyprodukowany przez Cloud 9 Screen Entertainmetn Group.
Jego światowa premiera odbyła się 6 października 2002 roku na brytyjskim kanale Channel Five. Ostatni odcinek został wyemitowany 30 marca 2003 roku. W Polsce serial nadawany był dawniej na kanale TVP1.

## Obsada
- Chantelle Brader
- Irene Wood
- Brian Sergent
- Tom Hern jako Jess
- Paul Rawson jako Joe Hirst
- Toby Leach
- Emily Shute

i inni

## Spis odcinków
| N/o            | Tytuł angielski         |
| -------------- | ----------------------- |
|                |                         |
| SERIA PIERWSZA |                         |
|                |                         |
| 01             | Temptation's Run        |
|                |                         |
| 02             | A Dream of Flying       |
|                |                         |
| 03             | False Witness           |
|                |                         |
| 04             | Friendly Islands        |
|                |                         |
| 05             | Gone Fishing            |
|                |                         |
| 06             | All That Glistens       |
|                |                         |
| 07             | And Judas Had a Brother |
|                |                         |
| 08             | Tomorrow Is Another Day |
|                |                         |
| 09             | Real Cool               |
|                |                         |
| 10             | Incident at Whitewater  |
|                |                         |
| 11             | The Prodigal            |
|                |                         |
| 12             | Unfinished Business     |
|                |                         |
| 13             | Do Unto Others          |
|                |                         |
| 14             | Mended Sole             |
|                |                         |
| 15             | David and Mr. G         |
|                |                         |
| 16             | A Mess of Pottage       |
|                |                         |
| 17             | Coming Up Roses         |
|                |                         |
| 18             | The Good Samaritan      |
|                |                         |
| 19             | The Gardener            |
|                |                         |
| 20             | Grieving Las Vegas      |
|                |                         |
| 21             | The Judge's Punishment  |
|                |                         |
| 22             | The Miracle Maker       |
|                |                         |
| 23             | Heads You Loose         |
|                |                         |
| 24             | The Runaway             |
|                |                         |
| 25             | God on Our Side         |
|                |                         |
| 26             | The Play's the Thing    |
|                |                         |